# Юніорська збірна Угорщини з хокею із шайбою
Юніорська збірна Угорщини з хокею із шайбою  — національна юніорська команда Угорщини, що представляє країну на міжнародних змаганнях з хокею із шайбою. Опікується командою Угорська хокейна федерація, команда постійно бере участь у чемпіонаті світу з хокею із шайбою серед юніорських команд.

## Результати

### Чемпіонат Європи до 18/19 років
| - 1967 — 7-8 місця - 1969 — 2 місце Група В - 1970 — 7 місце Група В - 1971 — 4 місце Група В - 1972 — 6 місце Група В - 1974 — 9 місце Група В - 1976 — 8 місце Група В - 1978 — 1 місце Група С - 1979 — 6 місце Група В - 1980 — 7 місце Група В - 1981 — 8 місце Група В - 1982 — 1 місце Група С - 1983 — 8 місце Група В - 1984 — 1 місце Група С | - 1985 — 8 місце Група В - 1986 — 2 місце Група С - 1987 — 2 місце Група С - 1988 — 3 місце Група С - 1989 — 3 місце Група С - 1990 — 2 місце Група С - 1991 — 3 місце Група С - 1992 — 1 місце Група С - 1993 — 2 місце Група В - 1994 — 2 місце Група В - 1995 — 4 місце Група В - 1996 — 7 місце Група В - 1997 — 3 місце Група В - 1998 — 4 місце Група В |

### Чемпіонати світу з хокею із шайбою серед юніорських команд
- 1999 — 7 місце Група В
- 2000 — 4 місце Дивізіон І Європа
- 2001 — 7 місце Дивізіон ІІ
- 2002 — 6 місце Дивізіон ІІ
- 2003 — 2 місце Дивізіон ІІ Група В
- 2004 — 2 місце Дивізіон ІІ Група А
- 2005 — 1 місце Дивізіон ІІ Група А
- 2006 — 6 місце Дивізіон І Група А
- 2007 — 2 місце Дивізіон ІІ Група А
- 2008 — 1 місце Дивізіон ІІ Група В
- 2009 — 3 місце Дивізіон І Група А
- 2010 — 2 місце Дивізіон І Група В
- 2011 — 4 місце Дивізіон І Група А
- 2012 — 6 місце Дивізіон І Група В
- 2013 — 1 місце Дивізіон ІІ Група А
- 2014 — 1 місце Дивізіон І Група В
- 2015 — 6 місце Дивізіон І Група А
- 2016 — 1 місце Дивізіон І Група В
- 2017 — 6 місце Дивізіон І Група А
- 2018 — 4 місце Дивізіон І Група В
- 2019 — 3 місце Дивізіон І Група В
- 2022 — 1 місце Дивізіон І Група В
- 2023 — 4 місце Дивізіон І Група А
- 2024 — 4 місце Дивізіон І Група А
- 2025 — 5 місце Дивізіон І Група А